# Carrollcliffe
Carrollcliffe, ahora llamado Castle Hotel & Spa, y también conocido como castillo Axe, es un edificio ubicado en Tarrytown (Nueva York), Estados Unidos, que fue construido para asemejarse a un castillo europeo, con torres almenadas. Ahora es un hotel y miembro de Hoteles históricos de América. Es uno de tres castillos construidos en Tarrytown, consta de 64 acres y 45 habitaciones.

## Historia
Fue construido en piedra durante dos etapas, en 1897 y 1910, y tiene torres y torreones. Originalmente fue llamado Carrollcliffe y fue construido como residencia del general Howard Carroll, periodista, dramaturgo y hombre de negocios, con la intención de que reflejara los castillos normandos en Gales, Escocia e Irlanda. Desde 1941 sirvió durante décadas como sede de la firma financiera Axe-Houghton Management, donde se realizaban negocios y asesoramiento de inversiones, además de ser su propio hogar.
Se convirtió en un hotel durante 1994-1996. Sus nuevos propietarios, Hanspeter y Steffi Walder de Tarrtown, compraron la propiedad junto con un grupo de inversionistas en 1992. Su visión era recrear los días de gloria de Carrollcliff. La visión de la pareja era convertir el castillo en una posada de lujo, un hotel y restaurante en una excelente ubicación.
En 2003, Elite Hotels, una sociedad de responsabilidad limitada formada por C. Dean Metropoulos, compró la propiedad, que luego se llamó The Castle at Tarrytown, por 10,9 millones de dólares, según un artículo periodístico de la época que la describía como «una posada de 31 habitaciones». En 2013, el castillo fue remodelado por 10 millones de dólares y presentó el Thann Sanctuary Spa, además fue amoblado con elementos y objetos modernos que se combinan con la decoración propia del castillo, en la que se encuentran chimeneas, escaleras talladas, candelabros resplandecientes, vidrieras, estantes de madera de caoba, artículos recolectados de varios países, pinturas de óleo, y libros encuadernados en cuero.
Hoy en día es un hotel y spa con vistas al valle del río Hudson y se encuentra en el punto más alto del condado de Westchester.